# Igreja e Colégio de Santo Alexandre
A Igreja de Santo Alexandre e Museu de Arte Sacra, inicialmente foi a sede da Companhia de Jesus na cidade de Belém do Pará na época do Brasil Colônia na década de 1650, era chamado de igreja de São Francisco Xavier e colégio de Santo Alexandre com os jesuítas João de Souto-Maior e Gaspar Fragoso. O antigo complexo jesuíta foi reconstruido em 1719 e, atualmente faz parte do conjunto arquitetônico e paisagístico Feliz Lusitânia; núcleo histórico inicial da cidade de Belém do Pará.

## História
No início de janeiro de 1653, os jesuítas João de Souto-Maior e Gaspar Fragoso, partiram de São Luís para Belém do Pará onde fixaram residência, seu trabalho deu origem ao Colégio de Santo Alexandre e à Igreja de São Francisco Xavier, anexa ao referido colégio.
Os jesuítas começaram a edificar o Colégio de Santo Alexandre a partir de fins do século XVII. A dedicação a Santo Alexandre de Bérgamo deveu-se a que o colégio abrigava relíquias do mártir, doadas pelo Papa Urbano VIII. Escritos antigos indicam que, em fins do século XVII, o colégio contava com uma biblioteca de 2000 livros e oficinas de encadernação, pintura e escultura.
Já a igreja atual, que sucedeu igrejas anteriores mais simples, foi concluída em 1719 e era originalmente dedicada a São Francisco Xavier (atualmente é dedicada a Santo Alexandre). Nas primeiras décadas do século XVIII funcionou no colégio uma oficina de escultura dirigida pelo padre João Xavier Traer, nascido no Tirol (atual Áustria). A ele são atribuídos os dois magníficos púlpitos da igreja do colégio, além de outros trabalhos.
Traer ensinou escultura aos indígenas, como se vê numa crônica do jesuíta João Daniel, que no século XVIII escreveu que "no Colégio dos Padres da Companhia, na cidade do Pará, estão uns dois grandes anjos por toucheiros, com tal perfeição, que servem de admiração aos europeus, e são a primeira obra que fez um índio daquele ofício, e se a primeira saiu de tal primor, que obras primas não faria de dar anos no ofício?". As imagens destes anjos toucheiros (portadores de tochas) ainda existem e podem ser vistas no museu.
Com a expulsão dos jesuítas em 1759, o colégio foi reformado e passou a ser usado como palácio dos bispos da cidade. Já no século XX, após um longo período de abandono, os edifícios do colégio e igreja foram transformados no Museu de Arte Sacra do Pará, que além da arquitetura do local exibe um rico acervo de pintura e escultura dos séculos XVII e XVIII da região amazônica.
Em 1980, quando o Papa João Paulo II visitava Belém, ficou hospedado no convento da igreja de Santo Alexandre, que na época era sede do Arcebispado de Belém.

## Arquitetura e arte

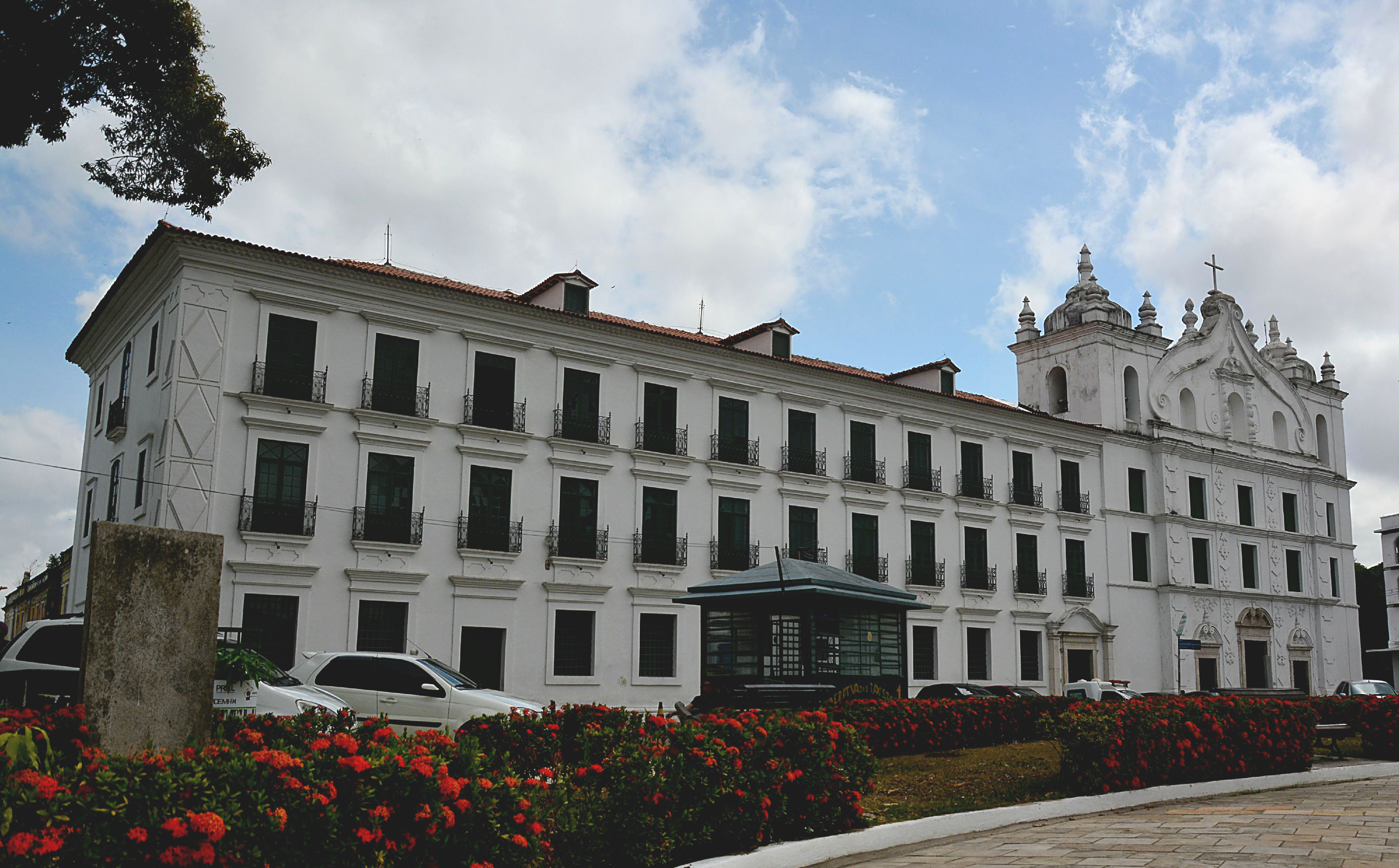
O colégio e a igreja

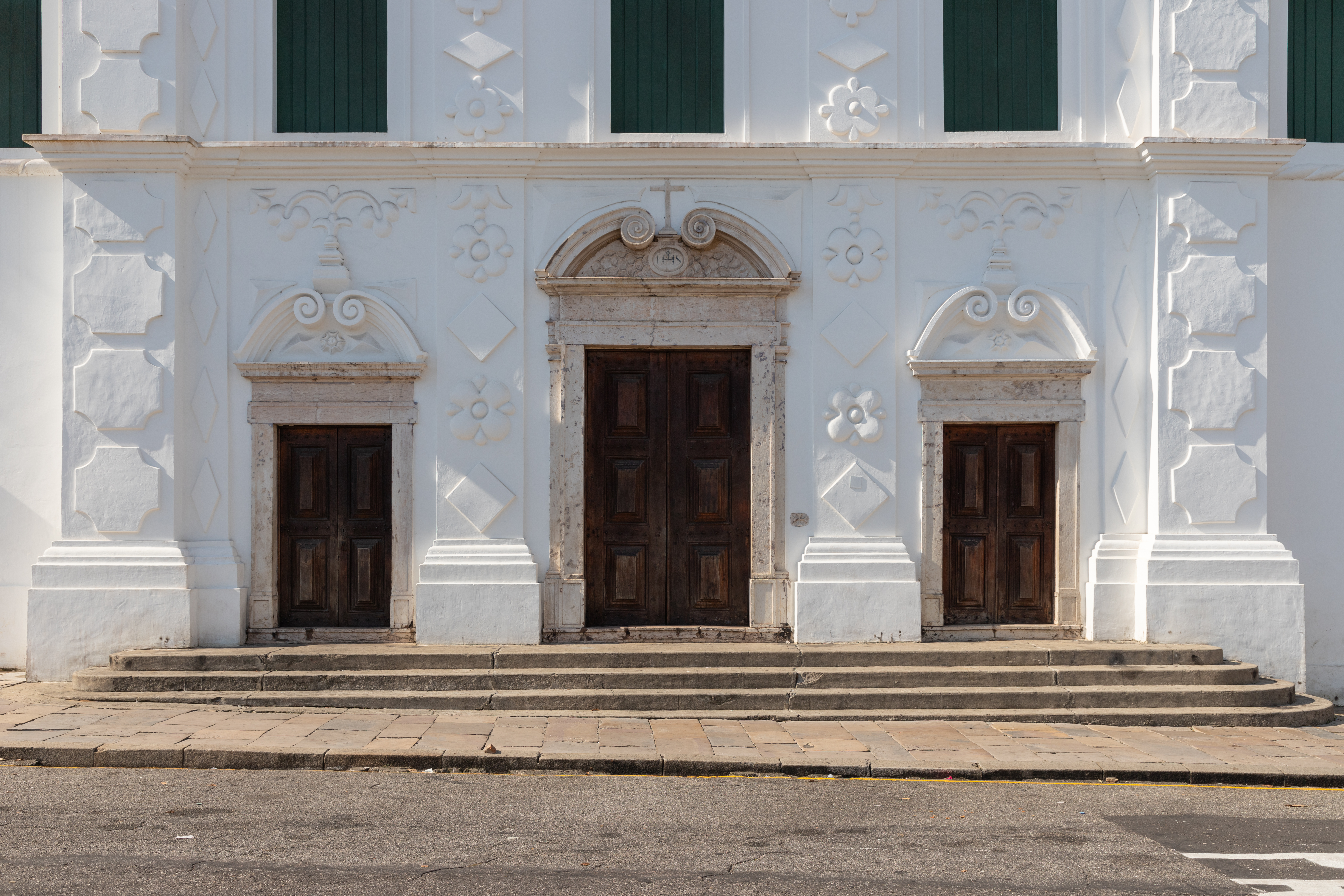
Detalhe da fachada

A antiga igreja do colégio jesuíta de Belém, inaugurada em 1719, é um dos mais importantes templos erguidos pelos padres da Companhia no Brasil. O projeto é claramente aparentado ao da monumental Igreja Jesuíta de Salvador (atual catedral), que havia sido construída entre 1652 e 1672. A construção do edifício de Belém foi realizada com menos apuro técnico, talvez devido ao caráter indígena da mão-de-obra empregada pelos jesuítas. O estilo arquitetônico geral da igreja corresponde ao maneirismo, favorecido pelos jesuítas em Portugal e suas colônias. Ao lado da igreja foi levantado, ao longo do século XVIII, o edifício do Colégio.
A fachada monumental tem quatro andares de altura, sendo encimada por um frontão formado por duas grandes volutas que se unem no topo, onde há uma cruz. Os nichos do frontão eram antes ocupados por estátuas de santos jesuítas, hoje perdidas. O acesso ao templo é feito por três portais no primeiro piso, também decorados com volutas. As pilastras verticais da fachada encontram-se decoradas com motivos maneiristas em alto-relevo, que criam interessantes efeitos de luz e sombra. O corpo central da fachada é ladeado por duas torres baixas que se encontram levemente recuadas, estando inclusive um pouco escondidas detrás das enormes volutas do frontão.

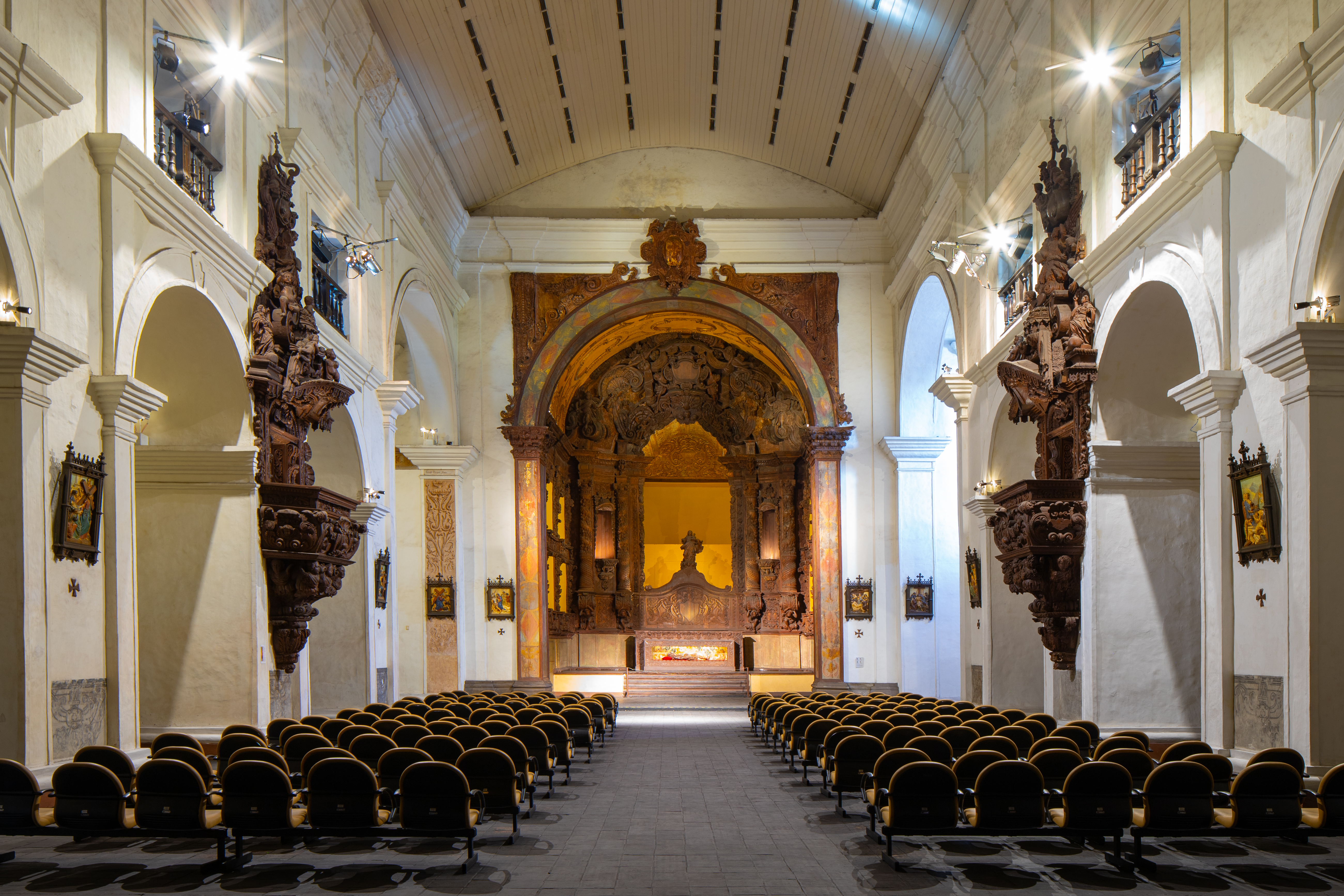
Interior da Igreja

No interior, a igreja revela também a influência da igreja de Salvador: nave única com quatro capelas laterais de cada lado, coberta com abóbada de madeira, sem cúpula e com transepto não pronunciado. Uma grande sacristia encontra-se ao lado da capela-mor. Destacam-se no interior as obras de arte em talha do padre João Xavier Traer e sua oficina de escultores indígenas, especialmente os dois magníficos púlpitos, profusamente decorados com anjinhos em uma composição inspirada na arte barroca do Tirol, pátria de origem de Traer. Também se destacam os retábulos de talha nas capelas laterais e na capela-mor.
A igreja do colégio de Santo Alexandre influenciou outras na região como a do Colégio de Vigia, ao norte da capital, construída na década de 1730. A fachada da igreja de Vigia também é dotada de um original frontão e é ladeada por duas torres.

## Museu de Arte Sacra do Pará

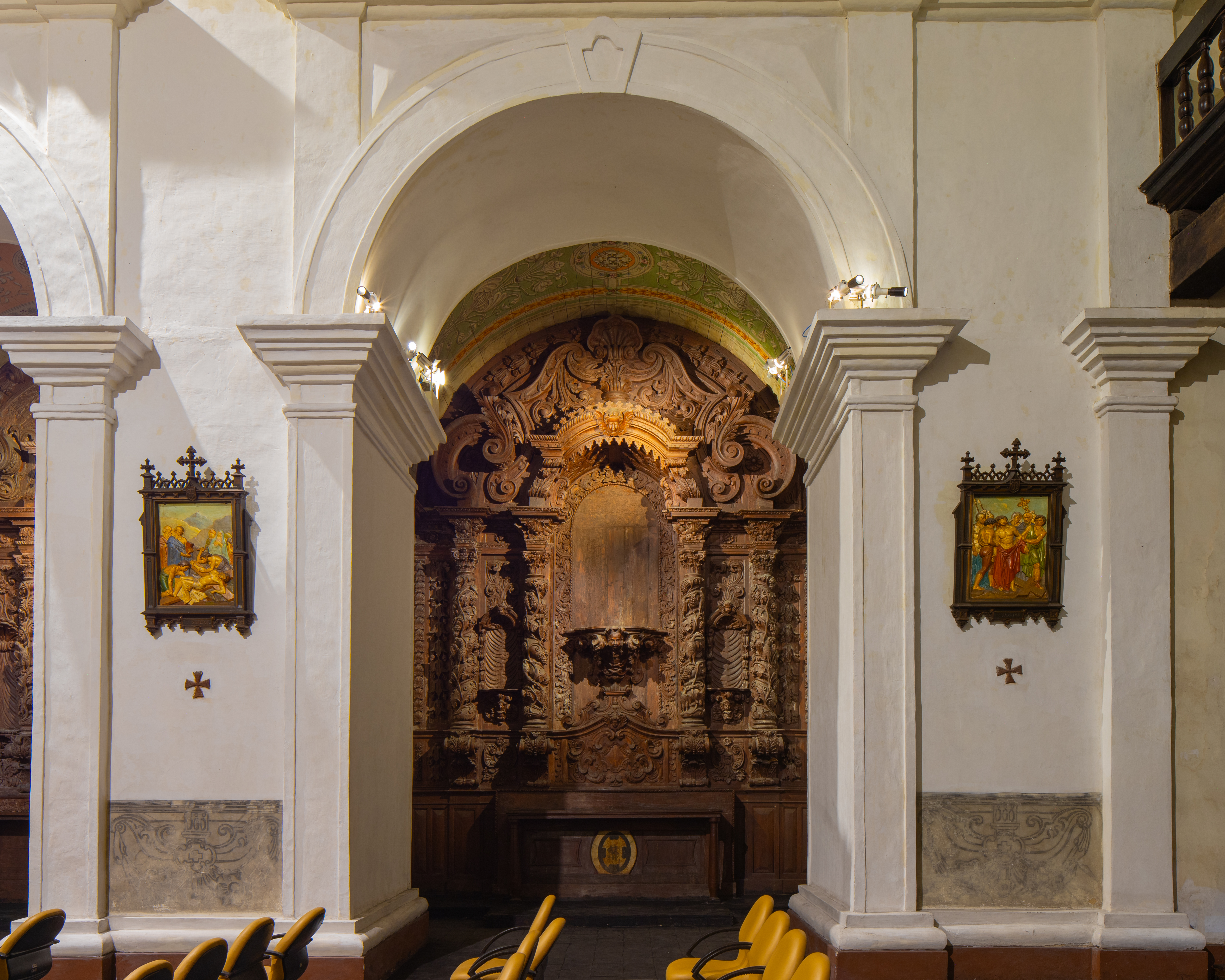
Altar lateral

No âmbito de um projeto de revitalização do centro histórico de Belém, os edifícios do colégio e igreja dos jesuítas - tombados pelo IPHAN - foram transformados em um museu dedicado à arte sacra da região. Os acréscimos feitos aos edifícios em épocas posteriores ao século XVIII foram, na medida do possível, retirados.
Segundo revistas e livros, o museu conta com um acervo de quase 400 peças sacras de pintura, talha, gesso, prataria e outros objetos litúrgicos, proveniente tanto do acervo jesuítico como da cúria metropolitana da cidade. Outra parte do acervo deriva da aquisição da coleção de um médico paraense, Abelardo Santos.
O edifício do colégio tem áreas dedicadas ao restauro e biblioteca, além de loja e galeria de arte. A igreja ainda é palco de missas, também são apresentados concertos de música, teatro e outros eventos.

## Complexo Turístico Feliz Lusitânia
O Museu de Arte Sacra do Pará faz parte do Complexo Turístico Feliz Lusitânia, que é composto por:
- Forte do Castelo;
- Palacete das Onze Janelas;
- Igreja de Santo Alexandre/Museu de Arte Sacra (antigo Palácio Episcopal);
- Catedral Metropolitana de Belém, e;
- Ladeira do Castelo/Rua Norte (atual rua Siqueira Mendes).[7]
- Museu do Círio
- Palácio Lauro Sodré/Museu do Estado do Pará (MEP)
- Palácio Antônio Lemos/Museu de Arte de Belém ( MAB)